# Семкович, Владислав
Владислав Александер Ян Семкович (пол. Władysław Aleksander Jan Semkowicz; 8 мая 1878, Львов — 19 февраля 1949, Краков) — польский учёный—историк, специализировавшийся в области медиевистики. Профессор Ягеллонского университета (с 1916), член Польской академии знаний (с 1919), генеалог, геральдик и палеограф.

## Биография
Родился в семье профессора истории Александра Семковича.
В 1908 г. инициировал создание «Геральдического общества» во Львове (пол. Towarzystwо Heraldyczne).
В 1908—1915 г. — редактор «Геральдического ежемесячника» (пол. Miesięcznik Heraldycznу), а в 1908—1931 гг. — редактор «Геральдического ежегодника» (пол. Rocznik Heraldycznу).
Во время оккупации Кракова немецкими войсками был схвачен в числе профессуры Ягеллонского университета и отправлен в концлагерь Заксенхаузен. После освобождения из лагеря работал в созданном немецкими властями институте Institut für Deutsche Ostarbeit. Подозревался в коллаборационизме, по другим данным пошёл на сотрудничество с немцами по заданию подпольной Армии крайовой.

## Избранная библиография
Владислав Семкович является признанным специалистом в области вспомогательных исторических дисциплин.
Автор многих работ по истории средневековой Польши, палеографии, средневековой филологии, хронологии, дипломатике, сфрагистике, геральдике с генеалогией, нумизматике и исторической географии. В 1932 г. опубликовал в соавторстве с Станиславом Кутшебой «Акты унии Польши с Литвой 1385—1791». Издал в том же году ставшей классической среди историков «Энциклопедию вспомогательных исторических наук» и «Латинскую палеографию».
Автор многих исторических карт и издатель первоисточников. Член комиссии по созданию исторического Атласа Польши.
- Ród Awdańców w wiekach średnich
- Encyklopedia nauk pomocniczych historii, 2000, ISBN 83-7052-850-3
- Paleografia łacińska, Kraków 2002, ISBN 83-7052-532-6
- Nagana i oczyszczenie szlachectwa w Polsce XIV. i XV. wieku (1899)
- Wywody szlachectwa w Polsce XIV—XVII w. Rocznik Towarzystwa Heraldycznego we Lwowie, 1913
- Geograficzne podstawy Polski Chrobrego, 1925
- Akta unii Polski z Litwą 1396—1791, 1938
- Ród Sunigajły // O litewskich rodach bojarskich zbratanych ze szlachtą polską w Horodle r. 1413 // Miesięcznik Heraldyczny. Organ Towarzystwa Heraldycznego we Lwowie. — R. 7. — 1914. — Nr. 3—4.
- Дружина и Шренява. Геральдическое исследование.